# Christoph Lemcke
Christoph Lemcke (Lemcker) (* vor 1749; † nach 1750) war ein deutscher Goldschmied.

## Leben
Christoph Lemcke durchlief in der ersten Hälfte des 18. Jahrhunderts eine Ausbildung zum Goldschmied, bevor er als solcher am 3. Juli 1749 den Bürgereid der Stadt Hannover leistete. Nach der Zahlung des Bürgergeldes heiratete er Sophie Nobbe.
Seine Witwe heiratete am 26. Januar eines noch genauer zu bestimmenden Jahres den Goldschmied Johann Christoph Schmidt.

## Bekannte Werke
Objekte aus der Werkstatt Lemckes sind möglicherweise in Privatbesitz verstreut. So wurde beispielsweise in den 1980er Jahren eine 23,5 cm hohe, bauchige Kaffeekanne mit Zügen im Kunsthandel in Hamburg angeboten.
In den Besitz des Klosters Ebstorf gelangten vier Stücke Lemckes, die laut ihrer Inschrift von Martinus Reifflinck gestiftet wurden. Dazu gehören – jeweils datiert 1750 – ein 25 cm hoher Kelch sowie eine 21 cm hohe Abendmahlskanne. Zum Ensemble zählt eine ovale Oblatendose sowie eine 7,8 cm durchmessende Patene.